# SSK Sozialistische Selbsthilfe Köln

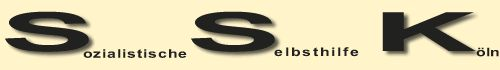
Logo SSK Köln

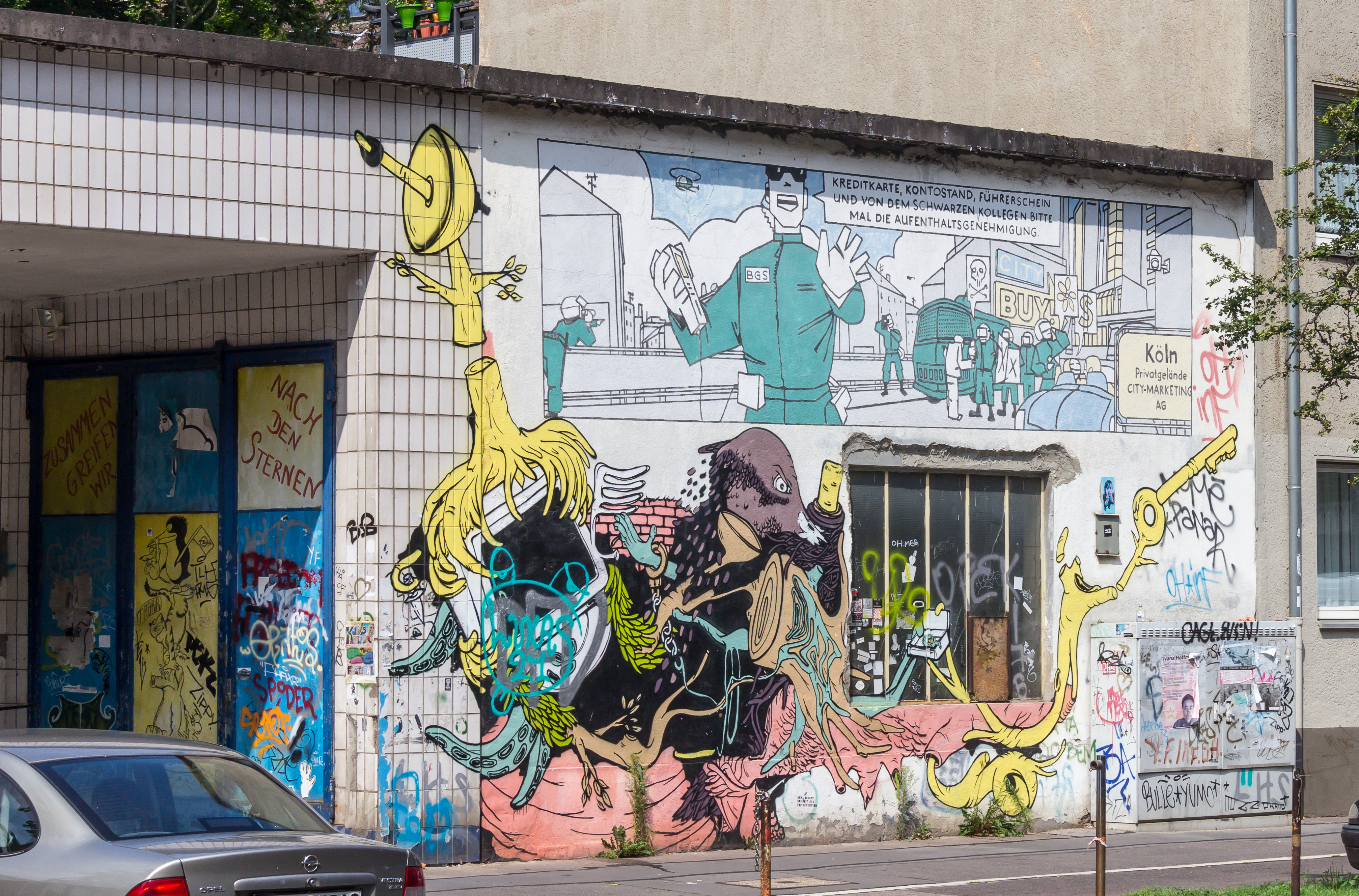
Wandgemälde am Gebäude der SSK in der Liebigstraße in Ehrenfeld (2015)

Die Sozialistische Selbsthilfe Köln, abgekürzt SSK, wurde 1969 als studentisches Projekt „Sozialpädagogische Sondermaßnahmen Köln“ ins Leben gerufen, um der großen Zahl obdachloser Jugendlicher in Köln eine Anlaufstelle und Perspektive zu bieten. Ein vergleichbares und ebenfalls noch bestehendes Vereinsprojekt entstand als „sozialpädagogische sondermaßnahmen berlin“ (ssb e.V.) nahezu zeitgleich im damaligen West-Berlin (Drugstore (Berlin), Tommy-Weisbecker-Haus). Beide gingen aus der Heimkampagne der Außerparlamentarischen Opposition (APO) hervor.
Aus den „reformpädagogischen“ Anfängen entwickelten sich mehrere lose miteinander verbundene und als eingetragene Vereine organisierte Gruppen in überwiegend besetzten Häusern, die mit radikalen Ansätzen Missstände in Heimen, Psychiatrien und auf dem Wohnungsmarkt bekämpften und den eigenen Unterhalt durch Gebrauchtmöbelläden und Möbeltransporte finanzierten. 1975 erfolgte die Umbenennung in „Sozialistische Selbsthilfe Köln“ unter Beibehaltung des gebräuchlichen Kürzels. Nach den von der Gruppierung mitbewirkten Psychiatrie- und Heimreformen und dem Umdenken von der „Abrisssanierung“ zu einer „behutsamen Stadterneuerung“ fehlten die großen Themen, so dass dieser Ansatz einer gemeinschaftlichen Wohn- und Arbeitsform stark rückläufig geworden ist.

## Sozialpolitische Themen

### Heimerziehung
1972 eröffnete der SSK ein erstes „Kontaktzentrum für entflohene Heimzöglinge“. Weitere improvisierte Anlauf- und Aufnahmestellen in angemieteten Wohnungen oder besetzten Häusern folgten. Die unbegrenzte Aufnahme obdachloser Jugendlicher und die Weigerung, bei einer Rückführung in die Heimerziehung mitzuwirken, führten zu teilweise militant ausgetragenen Konflikten mit den Behörden. Diese beruhigten sich nur schrittweise, insbesondere, seit der Kölner Literaturnobelpreisträger Heinrich Böll den Verein „Helft dem SSK“ initiierte und dem Verein ein Haus schenkte, in dem heute der SSK Ehrenfeld zu Hause ist. Es folgten Anerkennungen und Finanzierungen von Kontaktzentren. Seit der Umbenennung in „Sozialistische Selbsthilfe Köln“ 1975 verzichtet der SSK auf jede öffentliche Förderung.

### Psychiatrie (Landschaftsverbände)
1977 gründet der SSK das „Beschwerdezentrum - Initiative gegen Verbrechen in Landeskrankenhäusern“. Die Vorwürfe, Patienten aus finanziellen Gründen mit fragwürdigen Gutachten nahezu unbegrenzt festzuhalten und mit Medikamenten ruhigzustellen, richteten sich vor allem gegen die Landschaftsverbände in Nordrhein-Westfalen, die Hauptbehörden für Erziehungsheime und psychiatrische Anstalten. Die Vorwürfe basierten auf Berichten entflohener und teilweise auch aktiv „befreiter“ Insassen. Es waren insbesondere die Fälle von offensichtlich gesunden Menschen, die eine lange Heimkarriere hinter sich hatten, die als „Psychiatrieskandale“ Veränderungen und schließlich eine große Psychiatriereform bewirkten.

### Abrisssanierung
Neben der Betreuung von obdachlosen Jugendlichen wurde der Kampf gegen die Abrisssanierung von innenstadtnahen Altbauvierteln und damit für den Erhalt von bezahlbarem Wohnraum ein weiterer Bestandteil im Aufgabenfeld der SSK-Gruppen. Am Salierring wurde die „Wohnraum-Verteidigungs-Initiative“, später „Wohnraum-Rettungs-Gesellschaft“, gegründet. In den 1970er und 1980er Jahren waren in Köln zeitweise knapp 100 Häuser besetzt und teilweise später legalisiert; insgesamt die spekulative Zerstörung von billigem Wohnraum gestoppt.

### Sozialhilfe
Sozialhilfeberatung und Hilfe bei Durchsetzung von Ansprüchen in den Sozialämtern sind bis heute ein durchgehendes Angebot der SSK-Gruppen. Dabei geht es um das selbständige und selbstbestimmte Leben in der eigenen Wohnung unabhängig vom Alter und gesundheitlichen Beeinträchtigungen.

## Gruppen in Köln
- Sozialistische Selbsthilfe Köln e.V. (SSK-Salierring / SSK Ehrenfeld)[8]
- Sozialistische Selbsthilfe Mülheim e.V. (SSM)[9]